# Attavyros
Attavyros (en grec moderne : Αττάβυρος) est le plus haut sommet de l'île de Rhodes, en Grèce.
Dans la mythologie grecque, Althéménès a fondé un autel à Zeus sur la montagne. Il aurait choisi ce site parce qu'il est le seul point de Rhodes duquel sa patrie, la Crète, est visible.